# 제6회 광화문국제단편영화제
제6회 광화문국제단편영화제는 2008년 11월 5일에 열린 시상식이다.

## 수상 및 후보

### 대상
- 농부와 딸 - 모드 알피 수상

### 심사위원 특별상
- 레슬링 - 그리무르 하코나르슨 수상

### 뉴필름메이커상-해외부문
- 절규 - 파블로 라메르 수상

### 뉴필름메이커상-국내부문
- 스탑 - 박재옥 수상

### 아시프 관객심사단상
- 노던 하이웨이 - 루벤 호조 아우라 수상

### 단편의 얼굴상
- 상콤한 그녀의 참신한 오후 - 이승남 수상

### 애니멘터리상
- 까칠한 자매 - 루이스 쿡 수상

### 아시프 펀드상
- 암초가 있는 곳 - 이상일 수상

### 크링상
- 친애하는 - 오스버트 파커 수상

### 채널CGV상
- 누구세요 - 장세경 수상
- 동행 - 김제영 수상

### 맥스무비상
- 상콤한 그녀의 참신한 오후 - 이승남 수상

### 국제경쟁부문
- 릴라의 책 - 이브 마르탱
- 썸타임즈 - 마흐무드 솔리만
- 카르고 - 레오 우드헤드
- 커밍홈 - 저스틴 러너
- 너의 세계 - 서재경
- 마이 해피 엔드 - 밀렌 비타노브
- 첵쿠 - 에릭 로젠룬드
- 엄마의 수영장 - 얀 샤이아
- 여름 오후 - 위 딩 호
- 블룸 - 랜스 라슨
- 부랑자의 신발 - 프렛차야 람퐁쳇
- 좋은 밤 되세요 - 채민기
- 터널 - 제나디 쿠척
- 밀란 - 미카엘라 케즐레
- 오토모토 - 닐 미킨스 외1명
- 시대의 기분 - 이현지
- 드레즈니카 - 애나 아제비도
- 파세오 - 아르투르로 루이즈
- 너의 소리 - 오쿠다 히로시
- 에이리언 VI - 보리스 란코쉬
- 하이브리드 - 김새노
- 해발 510미터 - 폴테 커스틴
- 온 더 라인 - 리토 카피
- 친구와 적 - 엘헴 호세인 자데
- 스파이더 - 내쉬 에저튼
- 세상 소리들 - 사이먼 피츠모리스
- 캐빈 맨 - 애시쉬 판디
- 아들 - 다니엘 멀로이
- 웨이 홈 - 오수형
- 나도 모르게 - 유지태
- 신원불명 - 데보라 디니즈
- 날개 - 레오폴도 아귈라
- 오직 신만이(God Only Knows) - 마크 V. 리예스
- 마르소의 사라진 일기장 - JR 버닝햄
- 왜냐고 묻는다면 - 띠에리 부파르
- L.H.O. - 잔 자베일 외1명
- 올드랭 사인 - 소준문
- 엠불런스 - 리차드 레가스피
- 신의 뜻이 아니다 - 안토니오 페레이라
- 섹션 44 - 다니엘 윌슨
- 단검 든 여인의 초상 - 카를로스 세아세로 루이즈
- 여인들 - 이바나 세베스토바

### 감독열전: 시네마 올드 앤 뉴
- 7인의 초인과 괴물 F - 박종영
- 등대 - 나카노 히로유키
- 태양은 하나다 - 왕가위
- 키친 싱크 - 앨리슨 멕클린
- 킬러들 - 안드레이 타르코프스키
- 소년과 자전거 - 리들리 스콧

### 테마단편전: 11월의 나이트메어
- 사랑하는 어머니 - 콜도 세라 외1명
- 킬링 타임 - 하리츠 쥬빌라가
- 무서워요 - 루이스 베르데조
- 컬스데일 정신병원 - 라이언 스핀델
- 실험실 - 콜도 세라
- 마퀴나 - 가베 이바네즈

### 믹스플래닛: 봉주르, 프랑스
- 선택된 사랑 - 라시드 하미
- 친구들 - 루이스 가렐
- 아스팔트 위의 마농 - 엘리자베스 마레 외1명
- 토니 귀는 당나귀귀 - 발렌탱 포티에르
- 서프라이즈 - 파브리스 마루카
- 흔들리는 집 - 올리비에 헴즈